# Chuck Greenberg
Chuck Greenberg (* 25. März 1950 in Chicago; † 4. September 1995 in Santa Cruz Island, Kalifornien) war ein US-amerikanischer Fusion-Musiker (Saxophon, Flöte, Keyboard). Er leitete die Band Shadowfax.

## Leben und Wirken
Greenberg gründete und produzierte Anfang der 1970er Jahre die Band Shadowfax. Diese entstand in Chicago als Bluesband mit dem Gitarristen G. E. Stinson und dem Bassisten Phil Maggini. Erfolgreich wurde die Band mit ihrer Mischung von Weltmusik, Rock, Folk und Jazz aber erst mit ihren Alben beim New-Age-Label Windham Hill Records. Shadowfax gewann 1988 den Grammy als Beste New Age Performance für Folksongs for a Nuclear Village.
Greenberg entwickelte mit dem Ingenieur Bill Bernardi das Lyricon, das erste elektronische Holzblasinstrument, das zum Erkennungsmerkmal des Shadowfax-Sounds wurde. Als Solist nahm er 1990 das Album From a Blue Planet auf. Er wirkte außerdem bei Aufnahmen von Alex de Grassi und William Ackerman mit. Nach Greenbergs Tod infolge eines Herzinfarktes löste sich die Band auf.

## Diskographische Hinweise
- Watercourse Way (Passport, 1976)
- Shadowfax (Windham Hill, 1982)
- The Dreams Of Children (Windham Hill, 1984)
- Too Far To Whisper (Windham Hill, 1986)
- Magic Theater (EarthBeat!, 1994)
- Shadowfax – Live (Sonic Images, 1995)